# Dennis Crowley
Dennis Crowley (Medway, Massachusetts, 19 de junio de 1976) es un emprendedor estadounidense conocido por haber cofundado Foursquare y Dodgeball.

## Carrera
Después de graduarse en la Universidad de Siracusa, Crowley trabajó como investigador en Jupiter Communications. En 2000 se unió, como desarrollador de producto a Vindigo, una compañía proveedora de aplicaciones móviles. En 2003,  trabajó en el departamento de desarrollo de productos inalámbricos de MTV y pasó también por PacManhattan y ConQwest 2004.

Crowley cofundó Dodgeball con su compañero y amigo Alex Rainert en 2003 mientras acudía a la Universidad de Nueva York. Esta fue adquirida por Google en 2005, después de ello, Crowley desarrolló, a finales de 2008, junto a Naveen Selvadurai, una segunda versión del servicio al que llamaron Foursquare y lo lanzaron en SXSW en 2009. 